# 月讀神社 (壱岐市)

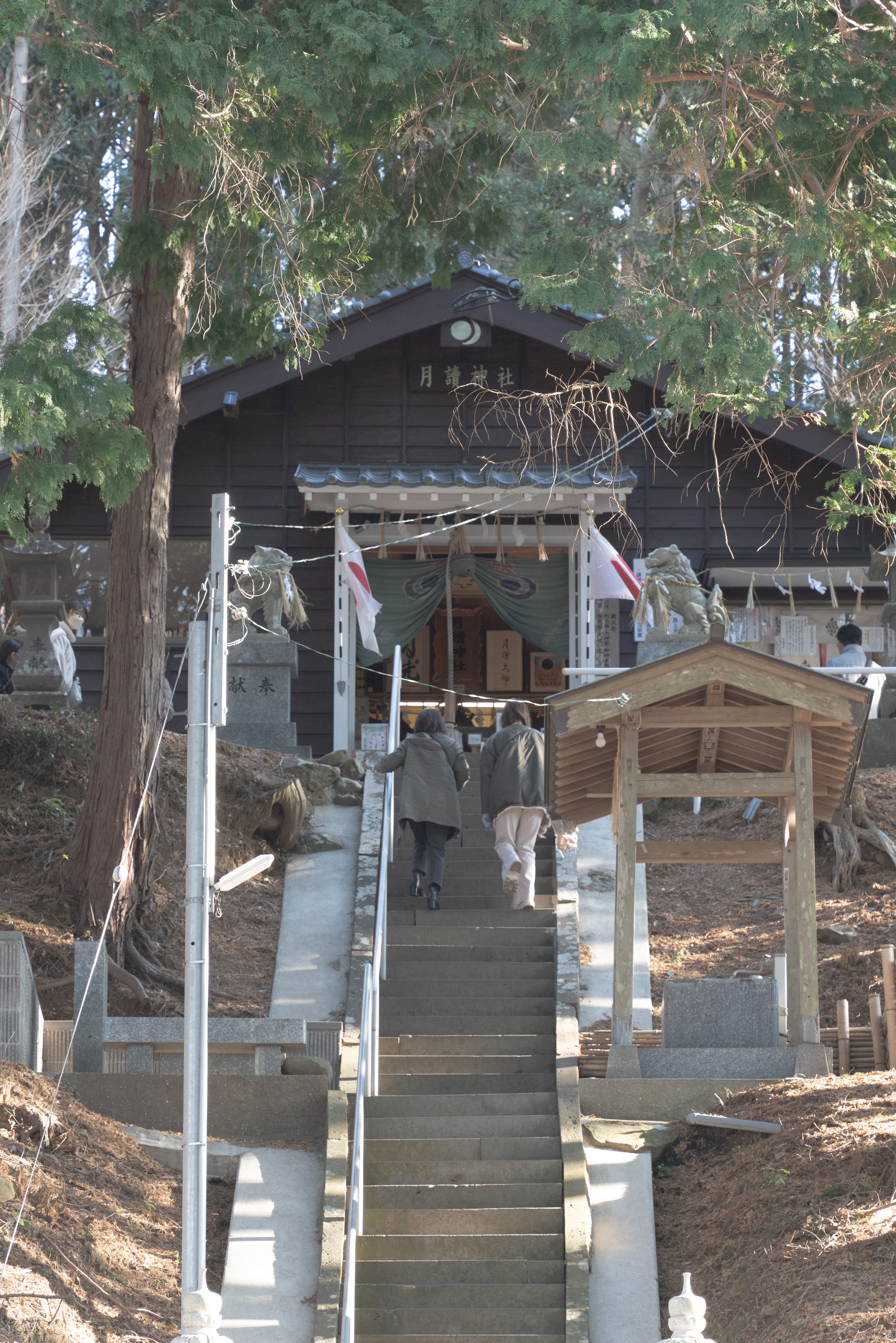
拝殿の遠景

月讀神社（つきよみじんじゃ）は、長崎県壱岐市芦辺町国分東触に鎮座する神社である。橘三喜が延喜式内社（名神大社）であると査定したが、これは誤りであるとされる。

## 祭神
現在の祭神は月夜見命、月弓命、月読命の3柱である。3柱はいずれも同神である。
本来の祭神は「山の神」であったが、橘三喜の比定によって月読命が祭神であるとされるようになった。

## 歴史
延宝以前の由緒来歴は不明。延宝4年（1676年）に平戸藩の命を受けて壱岐島の式内社の調査を行った橘三喜が当神社を式内名神大社の「月読神社」に比定し、同年6月1日に藩主松浦鎮信により石祠と神体として木鏡1面が奉納され、以後しばらくは式内社とされたが、それ以前は特段の祭祀設備もなく単に「山の神」と称されるのみであった。三喜が式内社と認定したのは鎮座地が「清月（きよつき）」と呼ばれていたからであったが、別に「ふかつき」とも呼ばれており、その語源は「ふかふち」であると見られるので、この三喜の判断は誤りであり、本来の月読神社は箱崎八幡神社であるとされる。
神功皇后が三韓征伐の際に腹に当てて出産を遅らせたとされる石、月延石の内一つが奉納されているとされるが、現在所在が分からなくなっている。
現在氏子など地元住民や島外の崇敬者によって、社殿などの整備が行われている。